# Dannemarie-sur-Crète
Dannemarie-sur-Crète és un municipi francès situat al departament del Doubs i a la regió de Borgonya - Franc Comtat. L'any 2007 tenia 1.294 habitants.

## Demografia

### Població
El 2007 la població de fet de Dannemarie-sur-Crète era de 1.294 persones. Hi havia 430 famílies de les quals 94 eren unipersonals (43 homes vivint sols i 51 dones vivint soles), 121 parelles sense fills, 180 parelles amb fills i 35 famílies monoparentals amb fills.
La població ha evolucionat segons el següent gràfic:
Habitants censats

### Habitatges
El 2007 hi havia 450 habitatges, 434 eren l'habitatge principal de la família, 4 eren segones residències i 12 estaven desocupats. 331 eren cases i 115 eren apartaments. Dels 434 habitatges principals, 250 estaven ocupats pels seus propietaris, 173 estaven llogats i ocupats pels llogaters i 11 estaven cedits a títol gratuït; 14 tenien una cambra, 28 en tenien dues, 49 en tenien tres, 105 en tenien quatre i 239 en tenien cinc o més. 375 habitatges disposaven pel capbaix d'una plaça de pàrquing. A 192 habitatges hi havia un automòbil i a 227 n'hi havia dos o més.

### Piràmide de població
La piràmide de població per edats i sexe el 2009 era:
| Homes | Edats   | Dones |
| ----- | ------- | ----- |
| 0     | 95 o +  | 0     |
| 0     | 90 a 94 | 4     |
| 4     | 85 a 89 | 4     |
| 4     | 80 a 84 | 4     |
| 12    | 75 a 79 | 12    |
| 12    | 70 a 74 | 8     |
| 16    | 65 a 69 | 16    |
| 24    | 60 a 64 | 24    |
| 24    | 55 a 59 | 28    |
| 32    | 50 a 54 | 28    |
| 24    | 45 a 49 | 28    |
| 44    | 40 a 44 | 12    |
| 44    | 35 a 39 | 48    |
| 40    | 30 a 34 | 64    |
| 16    | 25 a 29 | 32    |
| 32    | 20 a 24 | 20    |
| 20    | 15 a 19 | 36    |
| 40    | 10 a 14 | 68    |
| 40    | 5 a 9   | 40    |
| 8     | 0 a 4   | 48    |

## Economia
El 2007 la població en edat de treballar era de 885 persones, 572 eren actives i 313 eren inactives. De les 572 persones actives 542 estaven ocupades (279 homes i 263 dones) i 30 estaven aturades (15 homes i 15 dones). De les 313 persones inactives 72 estaven jubilades, 215 estaven estudiant i 26 estaven classificades com a «altres inactius».

### Ingressos
El 2009 a Dannemarie-sur-Crète hi havia 428 unitats fiscals que integraven 1.156 persones, la mediana anual d'ingressos fiscals per persona era de 20.262,5 €.

### Activitats econòmiques
Dels 67 establiments que hi havia el 2007, 1 era d'una empresa alimentària, 1 d'una empresa de fabricació d'elements pel transport, 15 d'empreses de fabricació d'altres productes industrials, 8 d'empreses de construcció, 24 d'empreses de comerç i reparació d'automòbils, 6 d'empreses de transport, 2 d'empreses d'hostatgeria i restauració, 1 d'una empresa d'informació i comunicació, 3 d'empreses financeres, 2 d'empreses immobiliàries, 1 d'una empresa de serveis, 2 d'entitats de l'administració pública i 1 d'una empresa classificada com a «altres activitats de serveis».
Dels 12 establiments de servei als particulars que hi havia el 2009, 3 eren tallers de reparació d'automòbils i de material agrícola, 1 establiment de lloguer de cotxes, 1 paleta, 1 fusteria, 3 lampisteries, 1 perruqueria, 1 restaurant i 1 agència immobiliària.
Dels 7 establiments comercials que hi havia el 2009, 1 era un supermercat, 2 botigues de mobles, 2 botigues de material esportiu, 1 una botiga de material de revestiment de parets i terra i 1 una joieria.
L'any 2000 a Dannemarie-sur-Crète hi havia 5 explotacions agrícoles.

## Equipaments sanitaris i escolars
El 2009 hi havia una escola elemental.

## Poblacions més properes
El següent diagrama mostra les poblacions més properes.